# Прокопенко, Владимир Прокофьевич
Владимир Прокофьевич Прокопенко (5 января 1918, Великая Кардашинка, Днепровский уезд — 5 октября 1994, Великая Кардашинка, Херсонская область) — советский военный. Участник Великой Отечественной и Советско-японской войн. Герой Советского Союза (1944). Младший лейтенант.

## Биография
Родился 5 января 1918 года (23 декабря 1917 года — по старому стилю) в селе Великая Кардашинка Днепровского уезда Таврической губернии Украинской Народной Республики, в крестьянской семье. Украинец. Окончил среднюю школу. До призыва на военную службу работал в колхозе.
В ряды Рабоче-крестьянской Красной Армии был призван в 1939 году. Срочную службу нёс в пограничных войсках НКВД СССР. С лета 1940 года служил на погранзаставе в Капсукском районе Литовской ССР. В боях с немецко-фашистскими захватчиками с 22 июня 1941 года. Участвовал в приграничном сражении на территории Литвы. Попал в окружение, из которого с группой пограничников вышел через несколько недель в районе Полоцка. После проверки как специалист по минно-взрывному делу был направлен для дальнейшей службы в 238-й отдельный сапёрный батальон 34-й армии Северо-Западного фронта. Участвовал в операциях фронта в районе Старой Руссы и Демянска, занимался минированием и разминированием дорог и объектов военной инфраструктуры, в составе разведгрупп вёл диверсионную работу за линией фронта.
С апреля 1942 года сержант воевал в должности командира отделения 17-го армейского инженерного батальона 53-й армии. Участвовал в многочисленных боевых операциях по ликвидации Демянского котла. Отличился во время летнего наступления 1942 года в бою в районе деревень Большое и Малое Врагово Молвотицкого района Ленинградской области 20-22 июля. Противник превратил Малое Врагово в сильно укреплённый пункт своей обороны и хорошо простреливал дорогу Поля-Демянск, по которой наступали подразделения 53-й армии. Попытка лобовой атаки не удалась, и командование решило взять деревню обходным танковым ударом через редколесье южнее населённого пункта. Лес был сильно заболочен, и для сопровождения танков был выделен сапёрный взвод 17-го инженерного батальона. Сержант Владимир Прокопенко во время манёвра находился на головной машине и лично проделал два прохода через минные поля. Когда колонна танков с сапёрами на броне въехала в лес, немцы открыли яростный миномётный огонь. В этот момент головной танк увяз в болоте. В течение 15 минут под огнём противника соорудил настил из жердей, по которому застрявшая машина смогла выбраться из болота. Когда во время атаки на деревню Большое Врагово из строя выбыл командир взвода, принял командование двумя отделениями сапёров на себя. Десантом на танковой броне он со своими бойцами ворвался в населённый пункт и очистил его от противника. В последующие два дня со своим отделением под непрекращающимся миномётным и автоматным огнём врага выводил из леса другие застрявшие в болоте танки. За отличие в бою был награждён своей первой боевой наградой — медалью «За отвагу» и произведён в старшие сержанты.
До февраля 1943 года советские войска не оставляли попыток ликвидировать окружённые под Демянском части 16-й армии вермахта, то предпринимая крупные наступательные операции, то действуя небольшими диверсионными группами. В одной из таких операций в декабре 1942 года вновь отличился старший сержант Владимир Прокопенко. Стрелковым подразделениям 53-й армии предстояло взять опорный пункт немецкой обороны — деревню Глухое-Демидово. 15 декабря 1942 года перед отделением Владимира Прокопенко была поставлена задача проникнуть за линию фронта и произвести минирование ведущей к населённому пункту дороги и флангов немецкой обороны. В течение ночи вместе со своими бойцами установил в тылу противника 500 мин, на которых подорвались не менее 9 немецких солдат. 16 декабря 1942 года перед штурмом деревни был включён в группу по разграждению немецких инженерных и минных заграждений. Едва группа приступила к выполнению поставленной боевой задачи, как выбыл из строя командир. Проявив инициативу, принял командование группой на себя. Под ураганным огнём, несмотря на большие потери, сапёры проделали проходы в инженерных заграждениях противника, обеспечив успех наступления стрелковых частей. Когда немцы были выбиты из населённого пункта, вместе со своими бойцами снял и обезвредил 163 мины-ловушки, оставленные неприятелем в деревне. В феврале 1943 года участвовал в Демянской наступательной операции. После её завершения 53-я армия была выведена в резерв.
В июле 1943 года 53-я армия вошла в состав Степного фронта. Принимал участие в сражении на Курской дуге в районе Белгорода, Белгородско-Харьковской операции Курской битвы и Полтавско-Кременчугской операции Битвы за Днепр, в составе своего подразделения освобождал Харьков и Полтаву. Особо отличился при форсировании реки Днепр и во время работы на переправе через реку в октябре 1943 года.
В конце сентября 1943 года передовые части 53-й армии Степного фронта вышли к Днепру юго-восточнее города Кременчуга. Ликвидировав немецкие заслоны на левом берегу реки, 30 сентября 1943 года штурмовые отряды 299-й стрелковой дивизии высадились на островке в русле Днепра и уничтожили засевших там немецких автоматчиков. В ночь на 1 октября 1943 года подразделения дивизии приступили к форсированию водной преграды. Их переправу обеспечивали сапёры 17-го отдельного армейского инженерного батальона. Умело маневрируя под огнём противника, старший сержант Владимир Прокопенко на своей лодке первым высадил группу из 20 десантников на правый берег реки у села Чикаловка. В последующие дни вместе со своими бойцами под непрекращающимся огнём противника участвовал в наведении паромной переправы, а затем доставлял по ней на правый берег воинские подразделения, технику и боеприпасы. Особенно тяжёлым выдалась ночь на 3 октября 1943 года. Работавшее на переправе отделение под его командованием осуществляло переброску на плацдарм армейской артиллерии. Паром из-за большой песчаной отмели не мог приблизиться к правому берегу вплотную. Сапёрам приходилось прыгать в холодную воду и перетаскивать орудия и ящики со снарядами на руках. Во время одного их рейсов осколками снаряда одна из лодок, из которых был сооружен паром, была повреждена. Паром стал крениться на бок и быстро тонуть. Владимир Прокофьевич не раздумывая бросился в воду и увлёк за собой своих бойцов. Вместе они смогли спасти орудия, вытолкав плавсредство на отмель. Всего за ночь сделал через Днепр десять рейсов. Ночью 7 октября снарядом перебило трос, по которому перемещался паром. Переправа грозила встать, но он в рекордно короткие сроки сумел натянуть новый трос. Когда потребовалось перебросить военный груз на триста метров выше по течению, добровольцем вызвался старший сержант Владимир Прокопенко. Стоя по грудь в холодной воде под перекрёстным огнём противника, он вытянул лодку в нужное место.
Указом Президиума Верховного Совета СССР «О присвоении звания Героя Советского Союза генералам, офицерскому, сержантскому и рядовому составу Красной Армии» от 22 февраля 1944 года за «образцовое выполнение боевых заданий командования при форсировании реки Днепр, развитие боевых успехов на правом берегу реки и проявленные при этом отвагу и геройство» удостоен звания Героя Советского Союза с вручением ордена Ленина и медали «Золотая Звезда».
Пока войска 2-го Украинского фронта вели бои за расширение плацдармов на правом берегу Днепра в ходе Пятихатской и Знаменской операциях, отделение старшего сержанта Владимира Прокопенко продолжало работать на переправе. Затем в составе своего подразделения участвовал в освобождении Правобережной Украины, Молдавии и Румынии, сражался на территории Венгрии.
В последние месяцы войны его отозвали с фронта и направили на курсы младших лейтенантов инженерных войск. Вернувшись после обучения в свою часть, младший лейтенант Владимир Прокопенко получил назначение на должность командира инженерно-сапёрного взвода 245-го инженерно-сапёрного батальона 54-й инженерно-сапёрной бригады, которая в июне-июле 1945 года в составе 53-й армии была переброшена на Забайкальский фронт. В августе — сентябре 1945 года участвовал в Хингано-Мукденской операции Советско-японской войны. Во время передвижения подразделений армии по безводным монгольским степям взвод под его командованием выполнял задачи по поиску источников воды, рыл и обустраивал колодцы. Затем взвод в составе бригады прокладывал дорогу по перевалам Большого Хингана. Преодолев около 300 километров, подразделения 53-й армии 29 августа 1945 года вышли к реке Синьхэ. Сапёры быстро наладили переправу, насыпав дамбу из земли и песка. Но бурная после проливных дождей река скоро размыла насыпь. В течение 11 часов инженерно-сапёрный взвод героически работал на возведении новой переправы, установив 21 сваю. Войска армии продолжили форсирование Синьхэ, но когда к месту переправы подошла тяжёлая техника, реки изменила русло и стала размывать инженерные сооружения. Сапёры вновь взялись за тяжёлую физическую работу и за четыре часа возвели защитную дамбу из мешков с песком, обеспечив переправу танков и артиллерии.
2 сентября 1945 года японское правительство подписало акт о капитуляции, что ознаменовало собой окончание Второй мировой войны.
Уволился в запас и вернулся в родное село. До выхода на пенсию работал в совхозе имени Дмитрия Ульянова. 5 октября 1994 года скончался. Похоронен на кладбище села Великая Кардашинка Херсонской области Украины.

## Награды
- Медаль «Золотая Звезда» (22.02.1944);
- орден Ленина (22.02.1944);
- орден Отечественной войны 1-й степени (11.03.1985);
- орден Отечественной войны 2-й степени (20.09.1945);
- орден Красной Звезды (29.01.1943);
- медали, в том числе:
  - медаль «За отвагу» (09.07.1942)

## Документы
- Общедоступный электронный банк документов «Подвиг Народа в Великой Отечественной войне 1941—1945 гг.» Дата обращения: 14 апреля 2013. Архивировано из оригинала 13 марта 2012 года.

Представление к званию Героя Советского Союза. Дата обращения: 14 апреля 2013. Архивировано 21 апреля 2013 года.
Указ Президиума Верховного Совета СССР о присвоении звания Героя Советского Союза. Дата обращения: 14 апреля 2013. Архивировано 21 апреля 2013 года.
Орден Отечественной войны 1-й степени (информация из карточки награждённого к 40-летию Победы). Дата обращения: 14 апреля 2013. Архивировано 21 апреля 2013 года.
Орден Отечественной войны 2-й степени (наградной лист и приказ о награждении). Дата обращения: 14 апреля 2013. Архивировано 21 апреля 2013 года.
Орден Красной Звезды (наградной лист и приказ о награждении). Дата обращения: 14 апреля 2013. Архивировано 23 апреля 2013 года.